# Columbus (Schiff, 1945)
Die Columbus, auch USS Columbus, (Kennungen: CA-74, ab 1962 CG-12) war ein Schwerer Kreuzer der United States Navy und gehörte der Baltimore-Klasse an. Später wurde sie zu einem Lenkwaffenkreuzer der Albany-Klasse umgebaut.

## Geschichte

### Als Schwerer Kreuzer
Die Columbus wurde 1943 bei der Fore River Shipyard auf Kiel gelegt und lief rund 17 Monate später vom Stapel. Die offizielle Indienststellung war am 8. Juni 1945.
Anfang 1946 begann der erste Einsatz der Columbus, als der Kreuzer Qingdao erreichte und dort Okkupationsdienst leistete. Später war sie an der Versenkung von Beute-U-Booten der Japaner beteiligt. 1947 folgte eine zweite Verlegung in die Region. Danach wurde das Schiff bei der Puget Sound Naval Shipyard überholt und danach der Atlantikflotte zugeteilt. Dort diente sie dem Commander-in-Chief, Naval Forces Eastern Atlantic and Mediterranean, zweimal und dem Supreme Allied Commander, Atlantic, einmal als Flaggschiff.
1955 folgte die Rückverlegung in den Pazifik, wo sie bis 1959 fuhr, als in der Puget Sound Naval Shipyard der Umbau zu einem Lenkwaffenkreuzer begann.

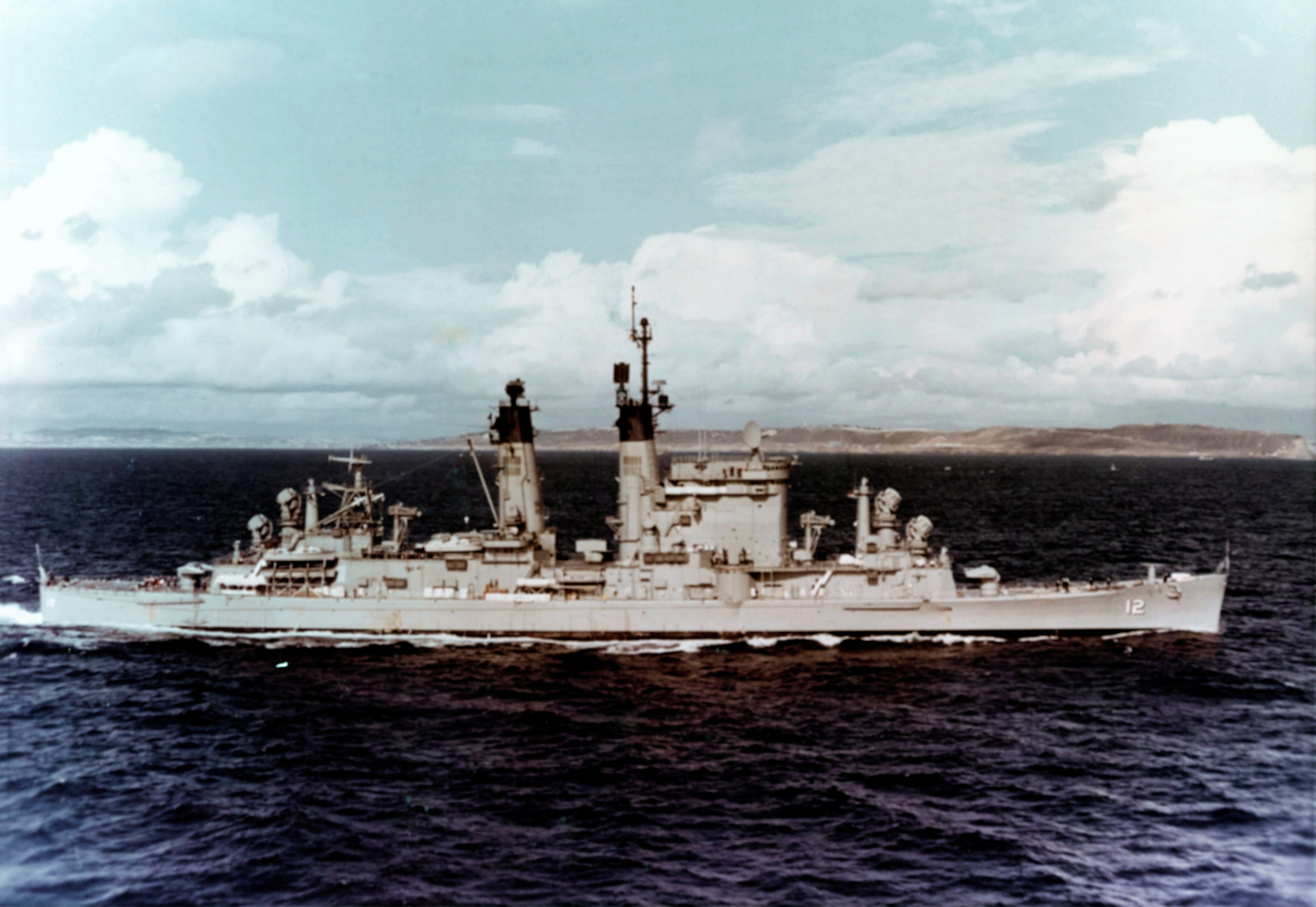
Aussehen nach dem Umbau

### Als Lenkwaffenkreuzer
Ende 1962 folgte die Wiederindienststellung mit der neuen Kennung CG-12. 1964 fuhr die Columbus den ersten Einsatz im Pazifik, 1966 folgte die Verlegung in den Atlantik. Dort war sie auf drei Fahrten Flaggschiff diverser COMCRUDESFLOT (Commander Cruiser Destroyer Flotilla). Zwischen den Fahrten kehrte der Kreuzer an die US-Ostküste zurück, sowohl zu Überholungen wie auch zu Schulungsfahrten.
Nach der siebten Mittelmeer-Fahrt als CG-12 begann die Vorbereitung zur Deaktivierung der Columbus, der am 31. Januar 1975 schließlich die Außerdienststellung folgte. Am 9. August 1976 wurde das Schiff aus dem Schiffsbestand der US Navy gestrichen und 1977 an ein Abbruchunternehmen verkauft und zerlegt.